# Valerio Pocar
Valerio Pocar (Viggiù, 6 giugno 1944) è un avvocato e sociologo italiano.

## Biografia
Si è laureato in Giurisprudenza nel 1967. Avvocato cassazionista, dal 1973 è stato professore di Sociologia e di Sociologia del Diritto nelle Università di Messina (Scienze politiche) e di Milano (Scienze politiche e Giurisprudenza), poi titolare dell'insegnamento di Sociologia del Diritto nell'Università degli Studi di Milano-Bicocca; ora è in pensione.
Dal 2002 è membro del direttivo nazionale del Movimento Antispecista, dal 2003 è presidente onorario dell'Unione degli Atei e degli Agnostici Razionalisti ed è socio onorario dell'associazione Libera Uscita per la depenalizzazione dell'eutanasia.

## Bioetica
Dal 1998 è presidente della Consulta di Bioetica, membro del Comitato Etico della Fondazione Florian e dell'Istituto Nazionale Neurologico Carlo Besta.
A partire dagli anni 2000 Pocar si è sempre più concentrato nella sua didattica e nella sua pubblicistica sui temi della bioetica e dei diritti umani. Numerosi su questi temi i suoi articoli pubblicati sulla rivista L'Ateo e, a partire dal 2009, anche sul bimestrale conceptual book Noncredo.
All'inizio del 2012 ha ricevuto, su indicazione del sindaco Giuliano Pisapia, l'incarico di garante del comune di Milano per la tutela degli animali. Pocar è vegetariano, sostiene l'approccio antispecista e afferma che «tutelare i diritti animali significa anche tutelare i diritti umani, e tutelare i diritti umani significa comprendere anche i diritti animali, altrimenti il discorso è monco».

## Opere
- La sociologia del diritto negli anni '60. Saggio bibliografico, Editori Meridionali Riuniti, 1975
- Per una sociologia del diritto della famiglia, Unicopli, 1979 (scritto con Paola Ronfani)
- Norme giuridiche e norme sociali. Lezioni di sociologia del diritto, Unicopli, 1988
- Coniugi senza matrimonio. La convivenza nella società contemporanea, Cortina, 1992 (scritto con Paola Ronfani)
- Il diritto e le regole sociali. Lezioni di sociologia del diritto, Guerini Scientifica, 1997
- Bioetiche in dialogo, Zadig, 1999 (scritto con Paolo Cattorini e Emilio D'Orazio)
- Guida al diritto contemporaneo, Laterza, 2002
- Il giudice e i diritti dei minori, Laterza, 2004 (scritto con Paola Ronfani)
- Gli animali non umani. Per una sociologia dei diritti, Laterza, 2005
- La famiglia e il diritto, Laterza, 2008 (scritto con Paola Ronfani)
- Pagine laiche, Nessun dogma, 2019 [4].